# PlayStation Network
PlayStation Network (kraće PSN) Sonyev je multimedijalni online servis. Pruža usluge  mrežnog igranja  igara, slušanja  glazbe i posuđivanja filmova i TV serija. Dostupan je za PlayStation 3, PlayStation 4,  PlayStation Vitu, PlayStation TV, neke Sony BRAVIA televizore i Sony Xperia smartphone. PlayStation Network i PlayStation Store dostupni su u  Hrvatskoj.

## Povijest
PlayStation 2 nudio je ograničenu mogućnost mrežnog igranja određenih igara pomoću svog internetskog servisa. Taj internetski servis, za razliku od konkurentskog SegaNeta, nije imao ujedinjen sustav mrežnog igranja pa je mrežno igranje bilo dostupno na malom broju igara. Tijekom razvoja  PlayStationa 3, Sony je iskazao namjeru da stvori novi internetski servis s naglaskom na društvenu komponentu i kvalitetan sadržaj. Sony je službeno najavio PlayStation Network u ožujku 2006. na PlayStation Business Briefing konferenciji u  Tokiju, Japan.
Sony je izdao, uz besplatnu pretplatu, i pretplatu koja omogućava pristup ekskluzivnom sadržaju i popustima - naravno, uz mjesečnu naknadu. Ta pretplata se naziva PlayStation Plus. PlayStation Plus je najavljen u lipnju 2010. na E3 konferenciji, a dostupan je od 29. lipnja 2010.
Zbog sigurnosne provale, PlayStation Network bio je privremeno ugašen čak 23 dana od 20. travnja 2011. Hakeri zaslužni za provalu, ukrali su privatne podatke nekih korisnika PSN-a. Sony je pokrenuo "Dobrodošli natrag" program kojim se pokušao iskupiti korisnicima. Korisnici registrirani prije 20. travnja 2011. mogli su preuzeti besplatno dvije igre za PlayStation 3 i dvije igre za PlayStation Portable. Korisnici su također dobili 30 dana besplatne pretplate na PlayStation Plus, a korisnicima koji su bili pretplaćeni na PlayStation Plus prije 20. travnja produžena je pretplata za 60 dana besplatno. Kako bi se zaštitio od tužbi korisnika, Sony je u rujnu 2011. promijenio EULA-u (End User License Agreement) PlayStation Networka.
U srpnju 2012.  Sony Computer Entertainment objavio je da je kupio Gaikai (servis za streaming igara) za 380 milijuna  američkih dolara. U siječnju 2014. na Consumer Electronics Showu Sony je objavio da će Gaikaieva tehnologija biti korištena u njihovom novom servisu PlayStation Now. PlayStation Now je servis za streamanje PlayStation igara na različite uređaje.
Na Božić 2014., DDoS napad je srušio Xbox Live i PlayStation Network. Odgovornost je preuzela hakerska skupina Lizard Squad. Xbox Live postao je opet dostupan  dan nakon napada. PlayStation Network postao je opet dostupan 28. prosinca 2014. Sony je produžio svim PlayStation Plus pretplatnicima pretplatu za 5 dana.
U 2015. Sony je kupio OnLive - još jedan servis za streamanje igara.
PlayStation Network prije je bio sekcija za igre Sony Entertainment Networka. U 2015. PlayStation Network je postao primarni Sonyev multimedijalni servis ujedinjujući igre, glazbu, filmove i TV serije.

## Dostupnost mogućnosti
| Mogućnost                     | Besplatna pretplata | PS Plus pretplata | PS Vita | PlayStation 3 | PlayStation 4               | Dodatni zahtjevi                                                              |
| ----------------------------- | ------------------- | ----------------- | ------- | ------------- | --------------------------- | ----------------------------------------------------------------------------- |
| Automatska ažuriranja         | Da                  | Da                | Da      | Da            | Da                          | Nema                                                                          |
| Avatari                       | Da                  | Da                | Da      | Da            | Da                          | Nema                                                                          |
| Spremanje napretka u "oblak"  | Ne                  | Da                | Da      | Da            | Da                          | Nema                                                                          |
| Igre besplatne za igru        | Da                  | Da                | Da      | Da            | Da                          | Nema                                                                          |
| Snimanje igara                | Da                  | Da                | Ne      | Ne            | Da                          | Nema                                                                          |
| Prijenos u živo (npr. Twitch) | Da                  | Da                | Ne      | Ne            | Da                          | Nema                                                                          |
| Dijeljenje videa              | Da                  | Da                | Ne      | Ne            | Da                          | Nema                                                                          |
| Multiplayer (mrežno)          | Da (osim PS4)       | Da                | Da      | Da            | Da (samo PS Plus pretplata) | Nema                                                                          |
| Remote Play                   | Da                  | Da                | Da      | Da            | Da                          | Kompatibilan mobilni uređaj (npr. PS Vita, Sony Xperia smartphone ili tablet) |
| Share Play                    | Ne                  | Da                | Ne      | Ne            | Da                          | Nema                                                                          |
| Grupni chat                   | Da                  | Da                | Da      | Ne            | Da                          | Nema                                                                          |
| Glasovne poruke               | Da                  | Da                | Da      | Ne            | Da                          | Nema                                                                          |
| Internetski preglednik        | Da                  | Da                | Da      | Da            | Da                          | Nema                                                                          |

## Dostupnost PSN-a
PlayStation Network je dostupan u sljedećoj 71 državi:
A
- Argentina
- Australija
- Austrija

B
- Belgija
- Brazil
- Bugarska

C
- Cipar

Č
- Češka
- Čile

D
- Danska

E
- Ekvador

F
- Filipini
- Finska
- Francuska

G
- Grčka
- Gvatemala

H
- Honduras
- Hong Kong
- Hrvatska[29]

I
- Indija
- Indonezija
- Irska
- Island
- Italija
- Izrael

J
- Japan
- Južna Koreja
- JAR

K
- Kanada
- Katar
- NR Kina
- Kolumbija
- Kostarika
- Kuvajt

L
- Libanon
- Luksemburg

M
- Mađarska
- Malezija
- Malta
- Meksiko

N
- Nikaragva
- Nizozemska
- Novi Zeland

NJ
- Njemačka

O
- Oman

P
- Pakistan
- Panama
- Peru
- Poljska
- Portugal

R
- Rumunjska
- Rusija

S
- SAD
- Salvador
- San Marino
- Saudijska Arabija
- Singapur
- Slovačka
- Slovenija
- Srbija

Š
- Španjolska
- Švedska
- Švicarska

T
- Tajland
- Republika Kina
- Turska

U
- Ujedinjeni Arapski Emirati
- Ujedinjeno Kraljevstvo
- Ukrajina

V
- Venezuela
- Vijetnam